# Campoletis lipomerus
Campoletis lipomerus är en stekelart som först beskrevs av Henry Lorenz Viereck 1925.  Campoletis lipomerus ingår i släktet Campoletis och familjen brokparasitsteklar. Inga underarter finns listade.